# Julius Hartmann (Theologe)
Julius Hartmann (* 1. Juni 1806 in Backnang; † 20. September 1879 in Tuttlingen) war ein deutscher evangelischer Theologe und Kirchenhistoriker.

## Leben
Hartmann, ein Sohn des Oberamtsarztes Wilhelm Hartmann, wurde nach dem Theologiestudium in Tübingen 1833 Diaconus in Neuenstadt am Kocher und anschließend 1840 in Böblingen. 1843 ging er als Dekan und Schulinspektor nach Aalen. Von 1851 bis zu seinem Tod war er in denselben Ämtern in Tuttlingen tätig. 
Neben seinen Amtspflichten schrieb er mehrere Bücher zur württembergischen Landes- und Kirchengeschichte. Dafür erhielt er 1877 die theologische Ehrendoktorwürde der Universität Tübingen.
Sein Sohn Julius von Hartmann trat ebenfalls als Landeshistoriker hervor.